# Liesbeth Tuijnman
Elisabeth (Liesbeth) Tuijnman (Middelburg, 9 juli 1943) is een Nederlandse politica voor de VVD. In haar laatste publieke functie was ze burgemeester van de Gelderse gemeente Overbetuwe.

## Biografie
Tuijnman werd geboren in Zeeland en groeide op in Den Haag. Haar vader Danny Tuijnman zat van 1963 tot 1977 namens de VVD in de Tweede Kamer en was daarna vier jaar minister van Verkeer en Waterstaat. Zelf volgde ze de kweekschool, sinds 1985 bekend als de PABO. Ze was geïnteresseerd in het openbaar bestuur en werd daarom reeds vanaf vrij jeugdige leeftijd bestuurlijk actief voor de VVD. Bij deze liberale politieke partij bracht ze het tot landelijk vicevoorzitter. In 1985 werd Tuijnman burgemeester van de Drentse gemeente Norg, in 1996 gevolgd door de Zuid-Hollandse gemeente Papendrecht. In 2001 werd zij burgemeester van de op 1 januari van dat jaar nieuw gevormde gemeente Overbetuwe. Deze gemeente ontstond door het samenvoegen van de gemeenten Elst, Heteren en Valburg. Ze verklaarde per 1 november 2012 haar burgemeesterschap op te geven, 
omdat ze haar werk steeds zwaarder vindt. Daarnaast zou ze sowieso vanaf 9 juli 2013 geen burgemeester meer zijn vanwege het bereiken van haar 70e verjaardag.